# Stefano Vavoli
Stefano Vavoli (Terracina, 30 dicembre 1960) è un ex calciatore italiano, di ruolo portiere.

## Carriera
Cresciuto nel Genoa, esordisce a 19 anni in Serie B con la maglia dei liguri, giocando 3 partite anche a causa delle defezioni contemporanee dei due colleghi di reparto Sergio Girardi ed Enrico Cavalieri.
Continua poi nelle categorie inferiori fino alla chiamata nell'estate 1986 del Verona, dopo le stagioni in Sardegna al Sorso Calcio,che lo ingaggia come secondo portiere dietro Giuliano Giuliani. L'esordio in Serie A risale al 12 ottobre di quell'anno, nella gara Udinese-Verona, conclusasi 2-2. Una settimana dopo difende i pali dei veneti nella partita casalinga contro l'Avellino, anch'essa conclusasi con 2 gol per parte.
A fine stagione non viene confermato, e riparte dalla Serie C con la maglia della Massese a cui seguiranno quelle di Jesi, Turris e Campania, da cui rimane svincolato nell'estate 1992 a seguito del fallimento della società.
Segue un anno di inattività e torna in Sardegna, accettando l'offerta dell'Iglesias, società del Campionato Nazionale Dilettanti.
Si ritira nel 1995 per intraprendere l'attività di preparatore dei portieri in squadre dilettantistiche sarde, per poi ritornare a 37 anni in Prima Categoria con il Muravera, a cui segue una seconda stagione in Promozione e un'altra nel Dolianova sempre in prima categoria.

## Palmarès

### Club

#### Competizioni nazionali
- Campionato Interregionale: 1

Sorso: 1984-1985

#### Competizioni regionali
- Prima Categoria: 1

Muravera: 1997-1998